# Arthur Pauli
Arthur Pauli (Ehenbichl, 14 maggio 1989) è un ex saltatore con gli sci austriaco.

## Biografia
In Coppa del Mondo esordì il 4 gennaio 2007 a Innsbruck (34°) e ottenne l'unica vittoria, nonché unico primo podio, l'11 febbraio successivo a Willingen. Non partecipò né a rassegne olimpiche né iridate.

## Palmarès

### Mondiali juniores
- 2 medaglie:
  - 1 oro (gara a squadre a Kranj 2006)
  - 1 argento (trampolino normale a Rovaniemi 2005)

### Coppa del Mondo
- Miglior piazzamento in classifica generale: 21º nel 2008
- 1 podio (a squadre):
  - 1 vittoria

#### Coppa del Mondo - vittorie
| Data             | Località  | Nazione  | Trampolino                                                                     |
| ---------------- | --------- | -------- | ------------------------------------------------------------------------------ |
| 11 febbraio 2007 | Willingen | Germania | Mühlenkopf HS145 (con Wolfgang Loitzl, Andreas Kofler e Gregor Schlierenzauer) |